# Associazione Sportiva Biellese 1935-1936
Questa voce raccoglie le informazioni riguardanti l'Associazione Sportiva Biellese nelle competizioni ufficiali della stagione 1935-1936.

## Rosa
| N. |                      | Ruolo | Calciatore        |
| -- | -------------------- | ----- | ----------------- |
|    | Italia (bandiera)    | C     | Mario Baldin      |
|    | Argentina (bandiera) | A     | César Bertolo     |
|    | Italia (bandiera)    |       | Pietro Blotto     |
|    | Italia (bandiera)    | C     | Tommaso Caudera   |
|    | Italia (bandiera)    |       | Luigi Comello     |
|    | Italia (bandiera)    | P     | Donato Donati     |
|    | Italia (bandiera)    | P     | Aldo Dragone      |
|    | Italia (bandiera)    | A     | Giuseppe Godino   |
|    | Italia (bandiera)    | C     | Giovanni Greppi   |
|    | Italia (bandiera)    | A     | Francesco Imberti |

| N. |                   | Ruolo | Calciatore         |
| -- | ----------------- | ----- | ------------------ |
|    | Italia (bandiera) | D     | Antonio Macario    |
|    | Italia (bandiera) | A     | Federico Munerati  |
|    | Italia (bandiera) | A     | Mario Pagliano     |
|    | Italia (bandiera) | C     | Rinaldo Pretti     |
|    | Italia (bandiera) | D     | Gino Savoia        |
|    | Italia (bandiera) | A     | Francesco Tagliani |
|    | Italia (bandiera) | D     | Severini Tibi      |
|    | Italia (bandiera) | A     | Giovanni Vecchina  |
|    | Italia (bandiera) | P     | Mario Vialardi     |

## Risultati

### Serie C

#### Girone B

##### Girone di andata
| Arbitro: | Melloni (Savona) |

|                            |           |                        |
| Tibi ?’ (aut.) ? ?’ (rig.) | Marcatori | 65’, 67’, 75’ Pagliano |

| Arbitro: | Gorini (Milano) |

|                 |           |  |
| Munerati ?’, ?’ | Marcatori |  |

| Arbitro: | Morellato (Vicenza) |

|         |           |  |
| Longoni | Marcatori |  |

| Arbitro: | Anceschi (Genova) |

|                |           |        |
| Macario ?’, ?’ | Marcatori | Verità |

| Arbitro: | Viarengo (Asti) |

|                                |           |         |
| Boati Barberis ?’, ?’ Ottolina | Marcatori | Caudera |

| Arbitro: | Ceccherini (Pisa) |

|               |           |      |
| Godino ?’, ?’ | Marcatori | Olmi |

| Legnano 10 novembre 1935 7ª giornata | Legnano           | 0 – 0 referto | Biellese | \| Arbitro: \| Beraldi (Oneglia) \| |
| Arbitro:                             | Beraldi (Oneglia) |               |          |                                     |

| Arbitro: | Beraldi (Oneglia) |

|                 |           |  |
| Godino Tagliani | Marcatori |  |

| Reggio Emilia 1 dicembre 1935 9ª giornata                   | Reggiana  | 2 – 1 referto | Biellese |  |
| \| \| \| \| \| Zironi Fornaciari \| Marcatori \| Caudera \| |           |               |          |  |
|                                                             |           |               |          |  |
| Zironi Fornaciari                                           | Marcatori | Caudera       |          |  |

| Arbitro: | Coletti (Treviso) |

|                                   |           |                        |
| Pagliano Bertolo Tagliani Caudera | Marcatori | Peronelli Tagliasacchi |

| Arbitro: | Conti (Ravenna) |

|          |           |         |
| Candiani | Marcatori | Imberti |

| Arbitro: | Scotto (Savona) |

|                 |           |  |
| Imberti Caudera | Marcatori |  |

| Biella 29 dicembre 1935 13ª giornata | Biellese | 4 – 2 | Piacenza | Campo Sportivo Rivetti |

| Arbitro: | Forni (Treviso) |

|             |           |  |
| Bertolo 35’ | Marcatori |  |

| Arbitro: | Gianni (Lucca) |

|                                 |           |  |
| Imberti ?’, ?’ Tagliani Bertolo | Marcatori |  |

##### Girone di ritorno
| Arbitro: | Neri (Vicenza) |

|                  |           |        |
| Tagliani Imberti | Marcatori | Radice |

| Arbitro: | Perani (Bergamo) |

|  |           |         |
|  | Marcatori | Caudera |

| Arbitro: | Garzena (Voghera) |

|                         |           |       |
| Pagliano Bertolo ?’, ?’ | Marcatori | Boffi |

| Arbitro: | Pedemonti (Genova) |

|           |           |         |
| Caldirola | Marcatori | Caudera |

| Biella 23 febbraio 1936 20ª giornata                                     | Biellese  | 6 – 0 referto | Cusiana | Campo Sportivo Rivetti |
| \| \| \| \| \| Bertolo ?’, ?’, ?’, ?’ Macario Caudera \| Marcatori \| \| |           |               |         |                        |
|                                                                          |           |               |         |                        |
| Bertolo ?’, ?’, ?’, ?’ Macario Caudera                                   | Marcatori |               |         |                        |

| Arbitro: | Pecchiura (Torino) |

|         |           |                 |
| Rovelli | Marcatori | Caudera Bertolo |

| Arbitro: | Gorini (Milano) |

|         |           |  |
| Caudera | Marcatori |  |

| Monza 15 marzo 1936 23ª giornata                        | Monza     | 3 – 0 referto | Biellese |  |
| \| \| \| \| \| Meroni ?’, ?’ Vismara \| Marcatori \| \| |           |               |          |  |
|                                                         |           |               |          |  |
| Meroni ?’, ?’ Vismara                                   | Marcatori |               |          |  |

| Arbitro: | Cardinali (Milano) |

|                                 |           |       |
| Bertolo Pagliano Caudera Godino | Marcatori | Rossi |

| Como 29 marzo 1936 25ª giornata | Como | 0 – 1 referto | Biellese |  |

| Arbitro: | Melloni (Savona) |

|         |           |              |
| Caudera | Marcatori | Chierichetti |

| Arbitro: | Mocchi (Milano) |

|                               |           |                |
| Crignani Buzzani ?’, ?’ Capra | Marcatori | ?’, ?’ Imberti |

| Arbitro: | Nocentini (Prato) |

|  |           |         |
|  | Marcatori | Caudera |

| Arbitro: | Riviera (La Spezia) |

|                          |           |  |
| Imberti Tagliani Bertolo | Marcatori |  |

| Arbitro: | Bettucchi (Padova) |

|  |           |         |
|  | Marcatori | Bertolo |

### Coppa Italia
| Arbitro: | Ziglioli (Crema) |

|                 |           |         |
| Candiani ?’, ?’ | Marcatori | Macario |